# Astragalus altaicola
Astragalus altaicola är en ärtväxtart som beskrevs av Dieter Podlech. Astragalus altaicola ingår i släktet vedlar, och familjen ärtväxter. Inga underarter finns listade i Catalogue of Life.